# Fernanda Ramírez
María Fernanda Ramírez Salazar (née le 27 mars 1991  au Chili), est une actrice chilienne.

## Filmographie

### Télévision
| Année     | Telenovela               | Rôle                   | Chaîne                                            |
| --------- | ------------------------ | ---------------------- | ------------------------------------------------- |
| 2014      | Vuelve temprano          | Florencia Goycolea     | TVN                                               |
| 2014-2015 | Pituca sin lucas         | Gladys Gallardo        | Mega                                              |
| 2015      | Papá a la deriva         | Camila Quiroz Urrutia  | Mega \| \| \| \| \| \| \| \| \| \| \| \| \| \| \| |
| 2017-2018 | Perdona Nuestros Pecados | Augusta Montero Moller | Mega                                              |
|           |                          |                        |                                                   |
|           |                          |                        |                                                   |
|           |                          |                        |                                                   |
|           |                          |                        |                                                   |

### Cinéma
- 2015 : Les 33 (The 33) de Patricia Riggen : Ivy Sougarret